# Arvière-en-Valromey
Arvière-en-Valromey es una comuna francesa situada en el departamento de Ain, de la región de Auvernia-Ródano-Alpes. Su sede está en Virieu-le-Petit.

## Geografía
Está ubicada en la región del Bugey, en el sureste del departamento y el norte de la ciudad de Belley.

## Historia
Fue creada el 1 de enero de 2019, en aplicación de una resolución del prefecto de Ain del 17 de diciembre de 2018 con la unión de las comunas de Brénaz, Chavornay, Lochieu y Virieu-le-Petit, pasando a estar el ayuntamiento en la antigua comuna de Virieu-le-Petit.